# بنوا دمیه

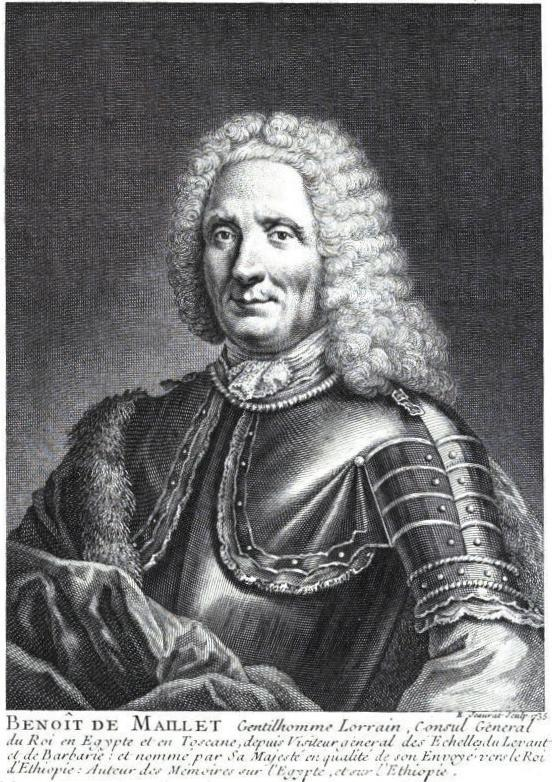
بنوا دمیه، پاریس، ۱۷۳۵

بنوا دمیه (به فرانسوی: Benoît de Maillet) (زاده ۱۲ آوریل ۱۶۵۶ – ۳۰ ژانویه ۱۷۳۸، مارسی) دانشمند طبیعی‌دان و دیپلمات سفرکردهٔ فرانسوی بود. او کاردار سفارت فرانسه در قاهره بود که نظارت بر شام را بر عهده داشت. دمیه به خاطر ارائه فرضیه‌ای فرگشتی که به توضیح خاستگاه زمین و ساکنانش می‌پرداخت، شناخته شده است. نامدارترین کتاب او، Teliamed است که عنوانش عکس نام خانوادگی دمیه به فرانسوی است.
مشاهدات زمین‌شناختی دمیه او را متقاعد کرد که زمین نمی‌توانسته است در یک آن پدید آمده باشد، چرا که ویژگی‌های پوسته آن نشان از پدید آمدنی آرام توسط روندهای طبیعی دارد. او همچنین باور داشت که جانوران خشکی‌زی در نهایت از جانوران ساکن دریاها پدید آمده‌اند، و برای انسان خاستگاهی طبیعی قائل بود. دمیه حدس می‌زد که زمین در حدود دو میلیارد سال پیش شکل گرفته باشد.